# Johann Karl Ehrenfried Kegel
Johann Karl Ehrenfried Kegel (Mansfeld, 3 ottobre 1784 – Odessa, 25 giugno 1863) è stato un agronomo ed esploratore tedesco, esploratore della penisola di Kamčatka.